# Paso de la Reina
Paso de la Reina es una localidad del estado mexicano de Oaxaca, situado en la Sierra Madre del Sur, en el municipio de Santiago Jamiltepec. actual mente cuenta con una población de 550 habitantes

## Localización y demografía
Paso de la Reina se encuentra localizado en el extremo este del territorio municipal de Santiago Jamiltepec, en la rivera del río Verde, uno de los principales y más caudalosos de la región. Se encuentra muy cercana a poblaciones como Tataltepec de Valdés y Villa de Tututepec de Melchor Ocampo. Sus coordenadas geográficas son 16°15′01″N 97°35′47″O / 16.25028, -97.59639 y tiene una altitud de 66 metros sobre el nivel del mar.
De acuerdo al Censo de Población y Vivienda realizado por el Instituto Nacional de Estadística y Geografía en 2020 la población de Paso de la Reina es de 519 habitantes, de los que 260 son mujeres y 259 son hombres.